# Dennis de Jong
Cornelis Dingenis (Dennis) de Jong (Delft, 22 mei 1955) is een Nederlands politicus namens de Socialistische Partij (SP).

## Opleiding
De Jong studeerde rechten en politieke economie aan de Erasmus Universiteit Rotterdam. Hij behaalde zijn diploma's in 1976 en 1977 en ging vervolgens naar New York, waar hij aan de New School for Social Research in 1979 zijn master in internationale betrekkingen behaalde.

## Loopbaan

### Diplomatieke en ambtelijke carrière
Na zijn studie begon de Jong zijn carrière in 1979 bij het ministerie van Buitenlandse Zaken, waar hij als diplomaat werkte op de NAVO-directie. Van 1983 tot 1987 werkte de Jong op het ministerie van Sociale Zaken en Werkgelegenheid bij de directie internationale betrekkingen en Europese integratie. Van 1987 tot 1993 werkte de Jong vervolgens op het ministerie van Justitie, waar hij als afdelingshoofd verantwoordelijk was voor de ontwikkeling van het vreemdelingen- en vluchtelingenbeleid.
Vanwege zijn ervaring bij het ministerie van Justitie werd hij namens Nederland gedetacheerd bij de Europese Commissie. Daar schreef hij het rapport van de Commissie dat lange tijd de basis was voor voorstellen op het gebied van het asiel- en migratiebeleid van de Europese Unie. De Jong bleef na zijn drie jaar voor de Europese Commissie in Brussel, ditmaal om als justitieraad te werken op de Nederlandse permanente vertegenwoordiging van Nederland bij de Europese Unie. In 1998 keerde hij terug naar Nederland, waarbij hij achtereenvolgens bij het ministerie van Buitenlandse Zaken, Justitie en weer Buitenlandse Zaken verantwoordelijk was voor enkele grote conferenties. Ook promoveerde De Jong in 2000 aan de Universiteit Maastricht op het gebied van internationale mensenrechten, in zijn laatste aanstelling tussen 2002 en 2009 was hij namens Nederland de speciale adviseur mensenrechten en goed bestuur.

### Politieke carrière
De Jong werd in 2002 lid van de SP. Hij coördineerde enige jaren de werkgroep sociale globalisering binnen de partij. Vanaf 2007 maakte De Jong deel uit van het afdelingsbestuur van de SP in Rotterdam.
De betrekkelijk onbekende De Jong werd door de SP gevraagd om de lijst voor de Europees Parlementsverkiezingen voor 2009 aan te voeren. Er waren geen tegenkandidaten voor deze functie en op 21 februari werd hij benoemd als lijsttrekker. Tijdens de campagne verscheen van zijn hand een klein boekje over Europese samenwerking getiteld Nederland wil minder Brussel. De SP behaalde twee zetels, reden waarom hij vanaf 14 juli 2009 samen met Kartika Liotard in het EP was afgevaardigd. Na een conflict met De Jong, onder andere over de portefeuilleverdeling, het aanstellen van medewerkers en de afdrachtsregelingen van de SP, verliet Liotard op 1 juni 2010 de SP-fractie.
Bij de Europese Parlementsverkiezingen van 2014 voerde De Jong wederom de kandidatenlijst van de SP aan, waarop hij herkozen werd als lid van het parlement. Bij de Europese Parlementsverkiezingen van 2019 was De Jong niet herkiesbaar. De SP verloor bij deze verkiezingen beide zetels.

## Persoonlijk
De Jong woont samen met zijn partner Kees Vrijdag in Rotterdam. Hij is lid van de Protestantse Kerk in Nederland (PKN).

## Werken
- 2000 - The freedom of thought, conscience and religion or belief in the United Nations – 1946-1992, proefschrift internationaal humanitair recht
- 2009 – Nederland wil minder Brussel, boekje van de SP over Europese samenwerking, uitgegeven tijdens de Europese Parlementsverkiezingen 2009